# هانكو (ووهان)
هانكو هي مدينة صينية تقع في أقليم ووهان وهي مدينة من ثلاث مدن متحدة تشكل مدينة ووهان الحالية، وهي عاصمة مقاطعة هوبي في جمهورية الصين الشعبية. تقع عند التقاء نهر هان ويانغزي جيانغ.